# Gaston Marchal
Gaston Marchal fue un deportista francés que compitió en remo. Ganó dos medallas en el Campeonato Europeo de Remo, oro en 1922 y bronce en 1930.

## Palmarés internacional
| Campeonato Europeo | Campeonato Europeo | Campeonato Europeo | Campeonato Europeo |
| Año                | Lugar              | Medalla            | Prueba             |
| ------------------ | ------------------ | ------------------ | ------------------ |
| 1922               | Barcelona (España) | Medalla de oro     | Ocho con timonel   |
| 1930               | Lieja (Bélgica)    | Medalla de bronce  | Dos sin timonel    |